# Salvia arabica
Salvia arabica là một loài thực vật có hoa trong họ Hoa môi. Loài này được Al-Musawi & Weinert miêu tả khoa học đầu tiên năm 1989.